# Pyrunculus conulus
Pyrunculus conulus är en snäckart som först beskrevs av Gérard Paul Deshayes 1832.  Pyrunculus conulus ingår i släktet Pyrunculus och familjen Retusidae. Inga underarter finns listade i Catalogue of Life.